# Walter Cronkite
Walter Cronkite (4. listopadu 1916 Saint Joseph, Missouri – 17. července 2009 New York) byl americký televizní hlasatel.

## Život
Walter Cronkite se narodil ve městě Saint Joseph v Missouri. Později žil v Texasu, kde studoval politické vědy na Texaské univerzitě v Austinu. Školu však nedokončil a začal se naplno věnovat žurnalistice. Od roku 1939 pracoval pro tiskovou agenturu United Press, byl válečným zpravodajem během druhé světové války, referoval i z Norimberského procesu. V letech 1946–1948 byl zpravodajem v Moskvě. Roku 1950 začal pracovat pro televizní stanici CBS. V letech 1962–1981 uváděl hlavní zpravodajskou relaci této stanice CBS Evening News with Walter Cronkite. S jeho hlasem mají miliony Američanů spojeno oznámení atentátu na prezidenta Johna F. Kennedyho nebo aktivisty Martina Luthera Kinga, přistání na Měsíci, nebo vypuknutí aféry Watergate. Zemřel v New Yorku ve věku 92 let.
V roce 2010 byl jeho jménem pojmenován asteroid (6318) Cronkite.